# Stefan Mazrocis
Stefan Mazrocis (Blaby, Leicester, 18 april 1967) is een Nederlandse voormalig professioneel snookerspeler.

## Levensloop en carrière
Mazrocis bracht zijn jeugd door in Leicester, als zoon van Letse en Engelse ouders.
Mazrocis ging professioneel snookeren in 1991. In 1995 kwalificeerde hij zich voor het Wereldkampioenschap in het Crucible Theatre. Hier versloeg hij in de voorrondes Lee Walters, Martin Dziewialtowski, Jason Prince, Scott MacFarlane en Mark Bennett. Hij bracht het tot de laatste 32 en daarmee het hoofdtoernooi, maar in die ronde verloor hij van Stephen Hendry met 3–10.
Twee jaar later bereikte hij eveneens de laatste 32. De wedstrijd tegen Peter Ebdon won hij vervolgens met 10–3, om zodoende voor het eerst de laatste 16 te bereiken. Zijn tegenstander hierbij was Alain Robidoux; een break van 127 door Mazrocis in het voorlaatste frame kon echter niet voorkomen dat Robidoux de wedstrijd met 13–9 won.
Mazrocis werd vier keer Nederlands kampioen snooker, namelijk in 2004, 2005, 2007 en 2009.